# Михалковы
Михалко́вы (реже — Миха́лковы) — русский дворянский род.
Происходит от Михаи́ла (Миха́лко) Ива́новича, по преданию, выехавшего из Великого княжества Литовского в начале XV века и жалованного поместьями (1613).
Род Михалковых внесён в VI часть родословных книг Ярославской губернии. Родовое имение Михалковых Петровское стояло на высоком левом берегу Волги, при впадении в неё Шексны (ныне — городская черта Рыбинска). До сих пор сохранились руины каменного барского дома и заросший парк.

## Известные представители
- Михалков Гридица — упоминается в документах (1498)[4].
- Михалков Андрей Тимофеевич — наместник в Туле (1580—1582), воевода в Смоленске (1584).
- Михалков Константин Иванович — постельничий царя Михаила Фёдоровича, наместник трети Московской (1614).
- Михалков Тимофей — дьяк великого князя Дмитрия Внука.
- Михалков Фёдор Иванович — воевода в Романове (1610), Тотьме (1610—1613), Чебоксарах (1613—1615)[5][6].
- Михалков Алай Иванович — воевода в Козьмодемьянске (1614).
- Михалков Василий Фёдорович — стольник патриарха Филарета (1629).
- Михалков Богдан Алаев — московский дворянин (1627—1640).
- Михалков Исай Васильевич — стряпчий (1662—1676), воевода в Романове (1683)[6].
- Михалков Дмитрий Васильевич — стольник (1663—1676).
- Михалков Александр Исаевич — стряпчий (1682), стольник (1682—1692).
- Михалков Фёдор Богданович — стряпчий (1692)[7][8].
- Михалков, Владимир Сергеевич (1817—1900) — действительный статский советник, помещик Московской, Костромской и Ярославской губерний.

## Современные представители
- Михалков, Артём Никитич (р. 1975) — российский актёр, режиссёр. Сын Н. С. Михалкова.
- Михалков, Никита Сергеевич (р. 1945) — режиссёр, сын С. В. Михалкова.
- Михалков, Степан Никитич (р. 1966) — российский продюсер, ресторатор. Сын Н. С. Михалкова и А. А. Вертинской.
- Михалков-Кончаловский, Андрей Сергеевич (р. 1937) — режиссёр, сценарист, сын С. В. Михалкова.
- Михалкова, Анна Никитична (р. 1974) — российская актриса. Старшая дочь Н. С. Михалкова.
- Михалкова, Надежда Никитична (р. 1986) — российская актриса, режиссёр, продюсер. Младшая дочь Н. С. Михалкова.
- Михалкова, Татьяна Евгеньевна (р. 1947) — бывшая модель, общественный деятель, президент благотворительного фонда «Русский силуэт». Супруга Н. С. Михалкова, мать Анны, Артёма и Надежды Михалковых.
- Михалкова Екатерина Сергеевна (1931—2019) — приёмная дочь Сергея Михалкова (дочь его жены Натальи Петровны Кончаловской от первого брака), жена писателя Юлиана Семёнова, мать Дарьи и Ольги Семёновых.

### Семейное древо
|                                |                                |                                |                                |                                       |                                       |                                       |                                       |                                       |                                       |                                |                                | Владимир Михалков (1817—1900)  |                                |                                |                                |                                |                                |                             |                             |                             |                             |                             |                             |                                  |                                  |                                  |                                  |                                  |                                  |                               |                               |                               |                               |                               |                               |                                 |                                 |                                 |                                 |                                       |                                       |                                       |                                       |                                       |                                       |                          |                          |                          |                          |  |  |                             |                             |                             |                             |                             |                             |  |  |
|                                |                                |                                |                                |                                       |                                       |                                       |                                       |                                       |                                       |                                |                                |                                |                                |                                |                                |                                |                                |                             |                             |                             |                             |                             |                             |                                  |                                  |                                  |                                  |                                  |                                  |                               |                               |                               |                               |                               |                               |                                 |                                 |                                 |                                 |                                       |                                       |                                       |                                       |                                       |                                       |                          |                          |                          |                          |  |  |                             |                             |                             |                             |                             |                             |  |  |
|                                |                                |                                |                                |                                       |                                       |                                       |                                       |                                       |                                       |                                |                                | Александр Михалков (1856—1915) | Александр Михалков (1856—1915) | Александр Михалков (1856—1915) | Александр Михалков (1856—1915) | Александр Михалков (1856—1915) | Александр Михалков (1856—1915) |                             |                             | Василий Суриков (1848—1916) | Василий Суриков (1848—1916) | Василий Суриков (1848—1916) | Василий Суриков (1848—1916) | Василий Суриков (1848—1916)      | Василий Суриков (1848—1916)      |                                  |                                  |                                  |                                  |                               |                               | Пётр Кончаловский (1839—1904) | Пётр Кончаловский (1839—1904) | Пётр Кончаловский (1839—1904) | Пётр Кончаловский (1839—1904) | Пётр Кончаловский (1839—1904)   | Пётр Кончаловский (1839—1904)   |                                 |                                 |                                       |                                       |                                       |                                       |                                       |                                       |                          |                          |                          |                          |  |  |                             |                             |                             |                             |                             |                             |  |  |
|                                |                                |                                |                                |                                       |                                       |                                       |                                       |                                       |                                       |                                |                                | Александр Михалков (1856—1915) | Александр Михалков (1856—1915) | Александр Михалков (1856—1915) | Александр Михалков (1856—1915) | Александр Михалков (1856—1915) | Александр Михалков (1856—1915) |                             |                             | Василий Суриков (1848—1916) | Василий Суриков (1848—1916) | Василий Суриков (1848—1916) | Василий Суриков (1848—1916) | Василий Суриков (1848—1916)      | Василий Суриков (1848—1916)      |                                  |                                  |                                  |                                  |                               |                               | Пётр Кончаловский (1839—1904) | Пётр Кончаловский (1839—1904) | Пётр Кончаловский (1839—1904) | Пётр Кончаловский (1839—1904) | Пётр Кончаловский (1839—1904)   | Пётр Кончаловский (1839—1904)   |                                 |                                 |                                       |                                       |                                       |                                       |                                       |                                       |                          |                          |                          |                          |  |  |                             |                             |                             |                             |                             |                             |  |  |
|                                |                                |                                |                                |                                       |                                       |                                       |                                       |                                       |                                       |                                |                                |                                |                                |                                |                                |                                |                                |                             |                             |                             |                             |                             |                             |                                  |                                  |                                  |                                  |                                  |                                  |                               |                               |                               |                               |                               |                               |                                 |                                 |                                 |                                 |                                       |                                       |                                       |                                       |                                       |                                       |                          |                          |                          |                          |  |  |                             |                             |                             |                             |                             |                             |  |  |
|                                |                                |                                |                                | Ольга Глебова (1883—1943)             | Ольга Глебова (1883—1943)             | Ольга Глебова (1883—1943)             | Ольга Глебова (1883—1943)             | Ольга Глебова (1883—1943)             | Ольга Глебова (1883—1943)             |                                |                                | Владимир Михалков (1886—1932)  | Владимир Михалков (1886—1932)  | Владимир Михалков (1886—1932)  | Владимир Михалков (1886—1932)  | Владимир Михалков (1886—1932)  | Владимир Михалков (1886—1932)  |                             |                             | Ольга Сурикова (1878—1958)  | Ольга Сурикова (1878—1958)  | Ольга Сурикова (1878—1958)  | Ольга Сурикова (1878—1958)  | Ольга Сурикова (1878—1958)       | Ольга Сурикова (1878—1958)       |                                  |                                  | Пётр Кончаловский (1876—1956)    | Пётр Кончаловский (1876—1956)    | Пётр Кончаловский (1876—1956) | Пётр Кончаловский (1876—1956) | Пётр Кончаловский (1876—1956) | Пётр Кончаловский (1876—1956) |                               |                               | Максим Кончаловский (1875—1942) | Максим Кончаловский (1875—1942) | Максим Кончаловский (1875—1942) | Максим Кончаловский (1875—1942) | Максим Кончаловский (1875—1942)       | Максим Кончаловский (1875—1942)       |                                       |                                       |                                       |                                       |                          |                          |                          |                          |  |  |                             |                             |                             |                             |                             |                             |  |  |
|                                |                                |                                |                                | Ольга Глебова (1883—1943)             | Ольга Глебова (1883—1943)             | Ольга Глебова (1883—1943)             | Ольга Глебова (1883—1943)             | Ольга Глебова (1883—1943)             | Ольга Глебова (1883—1943)             |                                |                                | Владимир Михалков (1886—1932)  | Владимир Михалков (1886—1932)  | Владимир Михалков (1886—1932)  | Владимир Михалков (1886—1932)  | Владимир Михалков (1886—1932)  | Владимир Михалков (1886—1932)  |                             |                             | Ольга Сурикова (1878—1958)  | Ольга Сурикова (1878—1958)  | Ольга Сурикова (1878—1958)  | Ольга Сурикова (1878—1958)  | Ольга Сурикова (1878—1958)       | Ольга Сурикова (1878—1958)       |                                  |                                  | Пётр Кончаловский (1876—1956)    | Пётр Кончаловский (1876—1956)    | Пётр Кончаловский (1876—1956) | Пётр Кончаловский (1876—1956) | Пётр Кончаловский (1876—1956) | Пётр Кончаловский (1876—1956) |                               |                               | Максим Кончаловский (1875—1942) | Максим Кончаловский (1875—1942) | Максим Кончаловский (1875—1942) | Максим Кончаловский (1875—1942) | Максим Кончаловский (1875—1942)       | Максим Кончаловский (1875—1942)       |                                       |                                       |                                       |                                       |                          |                          |                          |                          |  |  |                             |                             |                             |                             |                             |                             |  |  |
|                                |                                |                                |                                |                                       |                                       |                                       |                                       |                                       |                                       |                                |                                |                                |                                |                                |                                |                                |                                |                             |                             |                             |                             |                             |                             |                                  |                                  |                                  |                                  |                                  |                                  |                               |                               |                               |                               |                               |                               |                                 |                                 |                                 |                                 |                                       |                                       |                                       |                                       |                                       |                                       |                          |                          |                          |                          |  |  |                             |                             |                             |                             |                             |                             |  |  |
|                                |                                |                                |                                |                                       |                                       |                                       |                                       |                                       |                                       |                                |                                |                                |                                |                                |                                |                                |                                |                             |                             |                             |                             |                             |                             |                                  |                                  |                                  |                                  |                                  |                                  |                               |                               |                               |                               |                               |                               |                                 |                                 |                                 |                                 |                                       |                                       |                                       |                                       |                                       |                                       |                          |                          |                          |                          |  |  |                             |                             |                             |                             |                             |                             |  |  |
| Михаил Михалков (1922—2006)    | Михаил Михалков (1922—2006)    | Михаил Михалков (1922—2006)    | Михаил Михалков (1922—2006)    | Михаил Михалков (1922—2006)           | Михаил Михалков (1922—2006)           |                                       |                                       | Александр Михалков (1917—2001)        | Александр Михалков (1917—2001)        | Александр Михалков (1917—2001) | Александр Михалков (1917—2001) | Александр Михалков (1917—2001) | Александр Михалков (1917—2001) |                                |                                | Сергей Михалков (1913—2009)    | Сергей Михалков (1913—2009)    | Сергей Михалков (1913—2009) | Сергей Михалков (1913—2009) | Сергей Михалков (1913—2009) | Сергей Михалков (1913—2009) |                             |                             | Наталья Кончаловская (1903—1988) | Наталья Кончаловская (1903—1988) | Наталья Кончаловская (1903—1988) | Наталья Кончаловская (1903—1988) | Наталья Кончаловская (1903—1988) | Наталья Кончаловская (1903—1988) |                               |                               |                               |                               |                               |                               | Нина Кончаловская (1908—1994)   | Нина Кончаловская (1908—1994)   | Нина Кончаловская (1908—1994)   | Нина Кончаловская (1908—1994)   | Нина Кончаловская (1908—1994)         | Нина Кончаловская (1908—1994)         |                                       |                                       |                                       |                                       |                          |                          |                          |                          |  |  |                             |                             |                             |                             |                             |                             |  |  |
| Михаил Михалков (1922—2006)    | Михаил Михалков (1922—2006)    | Михаил Михалков (1922—2006)    | Михаил Михалков (1922—2006)    | Михаил Михалков (1922—2006)           | Михаил Михалков (1922—2006)           |                                       |                                       | Александр Михалков (1917—2001)        | Александр Михалков (1917—2001)        | Александр Михалков (1917—2001) | Александр Михалков (1917—2001) | Александр Михалков (1917—2001) | Александр Михалков (1917—2001) |                                |                                | Сергей Михалков (1913—2009)    | Сергей Михалков (1913—2009)    | Сергей Михалков (1913—2009) | Сергей Михалков (1913—2009) | Сергей Михалков (1913—2009) | Сергей Михалков (1913—2009) |                             |                             | Наталья Кончаловская (1903—1988) | Наталья Кончаловская (1903—1988) | Наталья Кончаловская (1903—1988) | Наталья Кончаловская (1903—1988) | Наталья Кончаловская (1903—1988) | Наталья Кончаловская (1903—1988) |                               |                               |                               |                               |                               |                               | Нина Кончаловская (1908—1994)   | Нина Кончаловская (1908—1994)   | Нина Кончаловская (1908—1994)   | Нина Кончаловская (1908—1994)   | Нина Кончаловская (1908—1994)         | Нина Кончаловская (1908—1994)         |                                       |                                       |                                       |                                       |                          |                          |                          |                          |  |  |                             |                             |                             |                             |                             |                             |  |  |
|                                |                                |                                |                                |                                       |                                       |                                       |                                       |                                       |                                       |                                |                                |                                |                                |                                |                                |                                |                                |                             |                             |                             |                             |                             |                             |                                  |                                  |                                  |                                  |                                  |                                  |                               |                               |                               |                               |                               |                               |                                 |                                 |                                 |                                 |                                       |                                       |                                       |                                       |                                       |                                       |                          |                          |                          |                          |  |  |                             |                             |                             |                             |                             |                             |  |  |
|                                |                                |                                |                                |                                       |                                       |                                       |                                       |                                       |                                       |                                |                                |                                |                                |                                |                                |                                |                                |                             |                             |                             |                             |                             |                             |                                  |                                  |                                  |                                  |                                  |                                  |                               |                               |                               |                               |                               |                               |                                 |                                 |                                 |                                 |                                       |                                       |                                       |                                       |                                       |                                       |                          |                          |                          |                          |  |  |                             |                             |                             |                             |                             |                             |  |  |
| Наталия Аринбасарова (р. 1946) | Наталия Аринбасарова (р. 1946) | Наталия Аринбасарова (р. 1946) | Наталия Аринбасарова (р. 1946) | Наталия Аринбасарова (р. 1946)        | Наталия Аринбасарова (р. 1946)        |                                       |                                       | Андрей Кончаловский (р. 1937)         | Андрей Кончаловский (р. 1937)         | Андрей Кончаловский (р. 1937)  | Андрей Кончаловский (р. 1937)  | Андрей Кончаловский (р. 1937)  | Андрей Кончаловский (р. 1937)  |                                |                                | Юлия Высоцкая (р. 1973)        | Юлия Высоцкая (р. 1973)        | Юлия Высоцкая (р. 1973)     | Юлия Высоцкая (р. 1973)     | Юлия Высоцкая (р. 1973)     | Юлия Высоцкая (р. 1973)     |                             |                             | Анастасия Вертинская (р. 1944)   | Анастасия Вертинская (р. 1944)   | Анастасия Вертинская (р. 1944)   | Анастасия Вертинская (р. 1944)   | Анастасия Вертинская (р. 1944)   | Анастасия Вертинская (р. 1944)   |                               |                               | Никита Михалков (р. 1945)     | Никита Михалков (р. 1945)     | Никита Михалков (р. 1945)     | Никита Михалков (р. 1945)     | Никита Михалков (р. 1945)       | Никита Михалков (р. 1945)       |                                 |                                 | Татьяна Михалкова (Шигаева) (р. 1947) | Татьяна Михалкова (Шигаева) (р. 1947) | Татьяна Михалкова (Шигаева) (р. 1947) | Татьяна Михалкова (Шигаева) (р. 1947) | Татьяна Михалкова (Шигаева) (р. 1947) | Татьяна Михалкова (Шигаева) (р. 1947) |                          |                          |                          |                          |  |  |                             |                             |                             |                             |                             |                             |  |  |
| Наталия Аринбасарова (р. 1946) | Наталия Аринбасарова (р. 1946) | Наталия Аринбасарова (р. 1946) | Наталия Аринбасарова (р. 1946) | Наталия Аринбасарова (р. 1946)        | Наталия Аринбасарова (р. 1946)        |                                       |                                       | Андрей Кончаловский (р. 1937)         | Андрей Кончаловский (р. 1937)         | Андрей Кончаловский (р. 1937)  | Андрей Кончаловский (р. 1937)  | Андрей Кончаловский (р. 1937)  | Андрей Кончаловский (р. 1937)  |                                |                                | Юлия Высоцкая (р. 1973)        | Юлия Высоцкая (р. 1973)        | Юлия Высоцкая (р. 1973)     | Юлия Высоцкая (р. 1973)     | Юлия Высоцкая (р. 1973)     | Юлия Высоцкая (р. 1973)     |                             |                             | Анастасия Вертинская (р. 1944)   | Анастасия Вертинская (р. 1944)   | Анастасия Вертинская (р. 1944)   | Анастасия Вертинская (р. 1944)   | Анастасия Вертинская (р. 1944)   | Анастасия Вертинская (р. 1944)   |                               |                               | Никита Михалков (р. 1945)     | Никита Михалков (р. 1945)     | Никита Михалков (р. 1945)     | Никита Михалков (р. 1945)     | Никита Михалков (р. 1945)       | Никита Михалков (р. 1945)       |                                 |                                 | Татьяна Михалкова (Шигаева) (р. 1947) | Татьяна Михалкова (Шигаева) (р. 1947) | Татьяна Михалкова (Шигаева) (р. 1947) | Татьяна Михалкова (Шигаева) (р. 1947) | Татьяна Михалкова (Шигаева) (р. 1947) | Татьяна Михалкова (Шигаева) (р. 1947) |                          |                          |                          |                          |  |  |                             |                             |                             |                             |                             |                             |  |  |
|                                |                                |                                |                                |                                       |                                       |                                       |                                       |                                       |                                       |                                |                                |                                |                                |                                |                                |                                |                                |                             |                             |                             |                             |                             |                             |                                  |                                  |                                  |                                  |                                  |                                  |                               |                               |                               |                               |                               |                               |                                 |                                 |                                 |                                 |                                       |                                       |                                       |                                       |                                       |                                       |                          |                          |                          |                          |  |  |                             |                             |                             |                             |                             |                             |  |  |
|                                |                                |                                |                                |                                       |                                       |                                       |                                       |                                       |                                       |                                |                                |                                |                                |                                |                                |                                |                                |                             |                             |                             |                             |                             |                             |                                  |                                  |                                  |                                  |                                  |                                  |                               |                               |                               |                               |                               |                               |                                 |                                 |                                 |                                 |                                       |                                       |                                       |                                       |                                       |                                       |                          |                          |                          |                          |  |  |                             |                             |                             |                             |                             |                             |  |  |
|                                |                                |                                |                                | Егор Михалков- Кончаловский (р. 1966) | Егор Михалков- Кончаловский (р. 1966) | Егор Михалков- Кончаловский (р. 1966) | Егор Михалков- Кончаловский (р. 1966) | Егор Михалков- Кончаловский (р. 1966) | Егор Михалков- Кончаловский (р. 1966) |                                |                                | Мария Кончаловская (р. 1999)   | Мария Кончаловская (р. 1999)   | Мария Кончаловская (р. 1999)   | Мария Кончаловская (р. 1999)   | Мария Кончаловская (р. 1999)   | Мария Кончаловская (р. 1999)   |                             |                             | Пётр Кончаловский (р. 2003) | Пётр Кончаловский (р. 2003) | Пётр Кончаловский (р. 2003) | Пётр Кончаловский (р. 2003) | Пётр Кончаловский (р. 2003)      | Пётр Кончаловский (р. 2003)      |                                  |                                  | Степан Михалков (р. 1966)        | Степан Михалков (р. 1966)        | Степан Михалков (р. 1966)     | Степан Михалков (р. 1966)     | Степан Михалков (р. 1966)     | Степан Михалков (р. 1966)     |                               |                               | Анна Михалкова (р. 1974)        | Анна Михалкова (р. 1974)        | Анна Михалкова (р. 1974)        | Анна Михалкова (р. 1974)        | Анна Михалкова (р. 1974)              | Анна Михалкова (р. 1974)              |                                       |                                       | Артём Михалков (р. 1975)              | Артём Михалков (р. 1975)              | Артём Михалков (р. 1975) | Артём Михалков (р. 1975) | Артём Михалков (р. 1975) | Артём Михалков (р. 1975) |  |  | Надежда Михалкова (р. 1986) | Надежда Михалкова (р. 1986) | Надежда Михалкова (р. 1986) | Надежда Михалкова (р. 1986) | Надежда Михалкова (р. 1986) | Надежда Михалкова (р. 1986) |  |  |